# Biblioteca Deering
La biblioteca Deering se encuentra en el campus de la Universidad Northwestern en Evanston, Illinois, Estados Unidos. Las publicaciones del gobierno y los Archivos de la Universidad Northwestern se encuentran en el primer piso, la biblioteca de música en el segundo piso, y la Colección de Mapas, la colección de arte de referencia y el Departamento de Colecciones Especiales en el tercer piso.
La biblioteca lleva el nombre de Charles Deering, un benefactor del Noroeste y presidente de International Harvester, que proporcionó la financiación inicial para el edificio.

## Construcción
La Biblioteca Deering fue construida en 1894, aunque la Biblioteca Lunt fue la primera biblioteca de la universidad, pero se había convertido en un hacinamiento en la década de 1920. La Biblioteca Deering, que fue planeada por Wesley Theodore Koch,  sirvió como biblioteca principal de Northwestern hasta la finalización de la Biblioteca de la Universidad en 1970.
El lugar elegido para la biblioteca había sido ocupado previamente por el Hall Heck, un dormitorio que se quemó en 1914. La biblioteca fue construida entre 1931 y 1933, habiendo sido diseñada por el arquitecto James Gamble Rogers, en estilo gótico colegial. La estructura se compone de una piedra Lannon.
El edificio también contiene 68 vidrieras de G. Owen Bonawit y madera y grabados en piedra por el escultor René Paul Chambellan.